# マツダ・プレマシー
プレマシー（PREMACY ）は、マツダが製造・販売していたミニバンである。

## 概要
日本国外での市場では初代はプレマシーの名称で販売されていたが、2代目以降はMazda5（マツダ5）の名称で販売される。また、2代目ベースの車両が台湾・福特六和（台湾フォード）で「フォード・i-MAX」として発売されていた。

## 初代（1999年-2005年）CP8W/CPEW型
ファミリアをベースにした5ナンバーサイズのコンパクトミニバンとして発売される。プラットフォームはマツダ・CPプラットフォームが採用されていた。乗車定員は5人乗りと7人乗りでこの代のみ後席ドアには前ヒンジ式のドアを採用する。3列目シートは着脱式で、3列目シートの装備をなくした物が5人乗りモデルとして販売された。
エンジンは排気量1,800ccのガソリンエンジンを搭載。トランスミッションは全車4速コラムシフトAT。パーキングブレーキは足踏み式で、駆動方式は前輪駆動または四輪駆動になる。
2002年頃まで、フォード店向けにフォード・イクシオンとしてOEM供給していた。

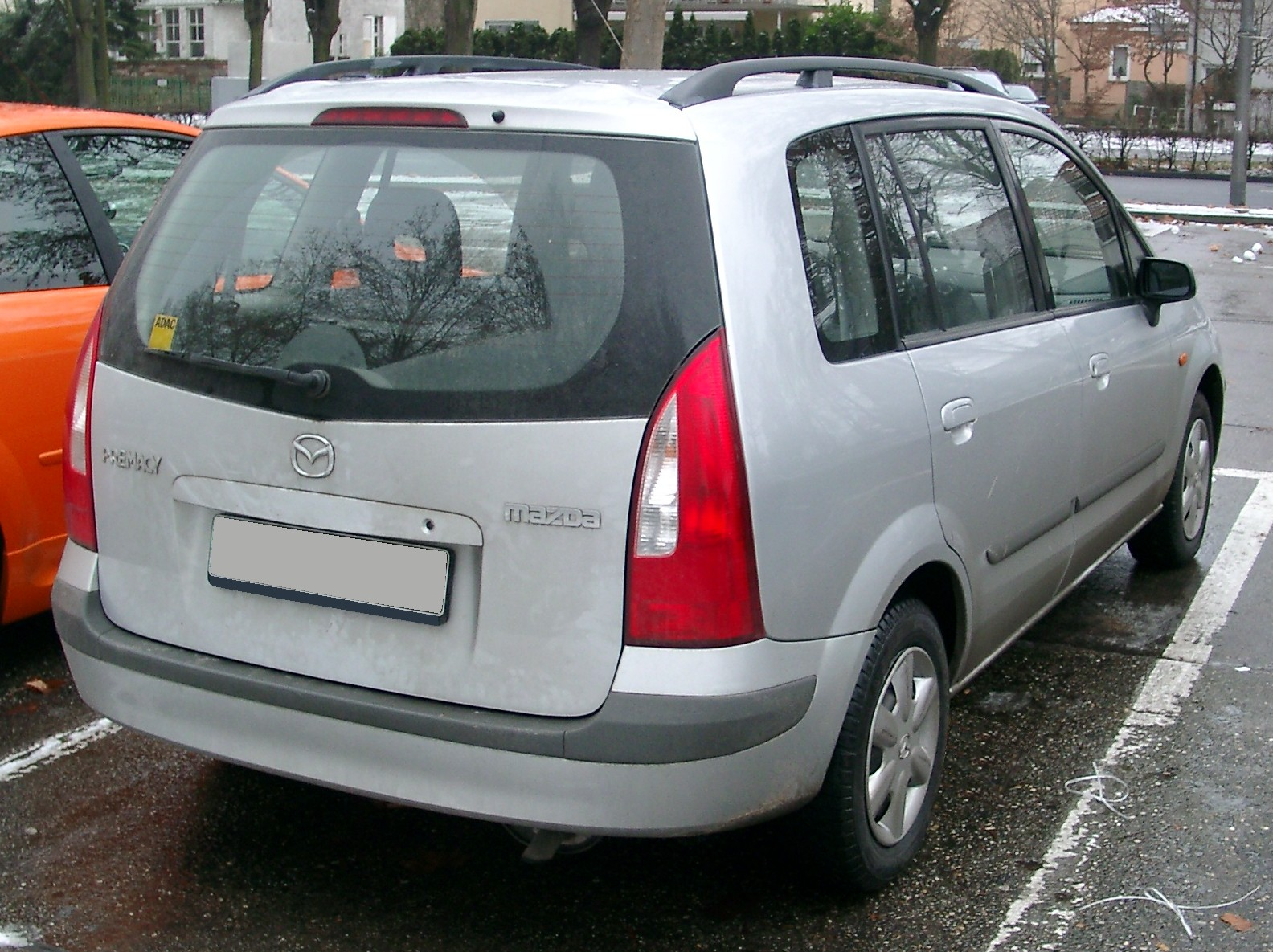
前期型リア
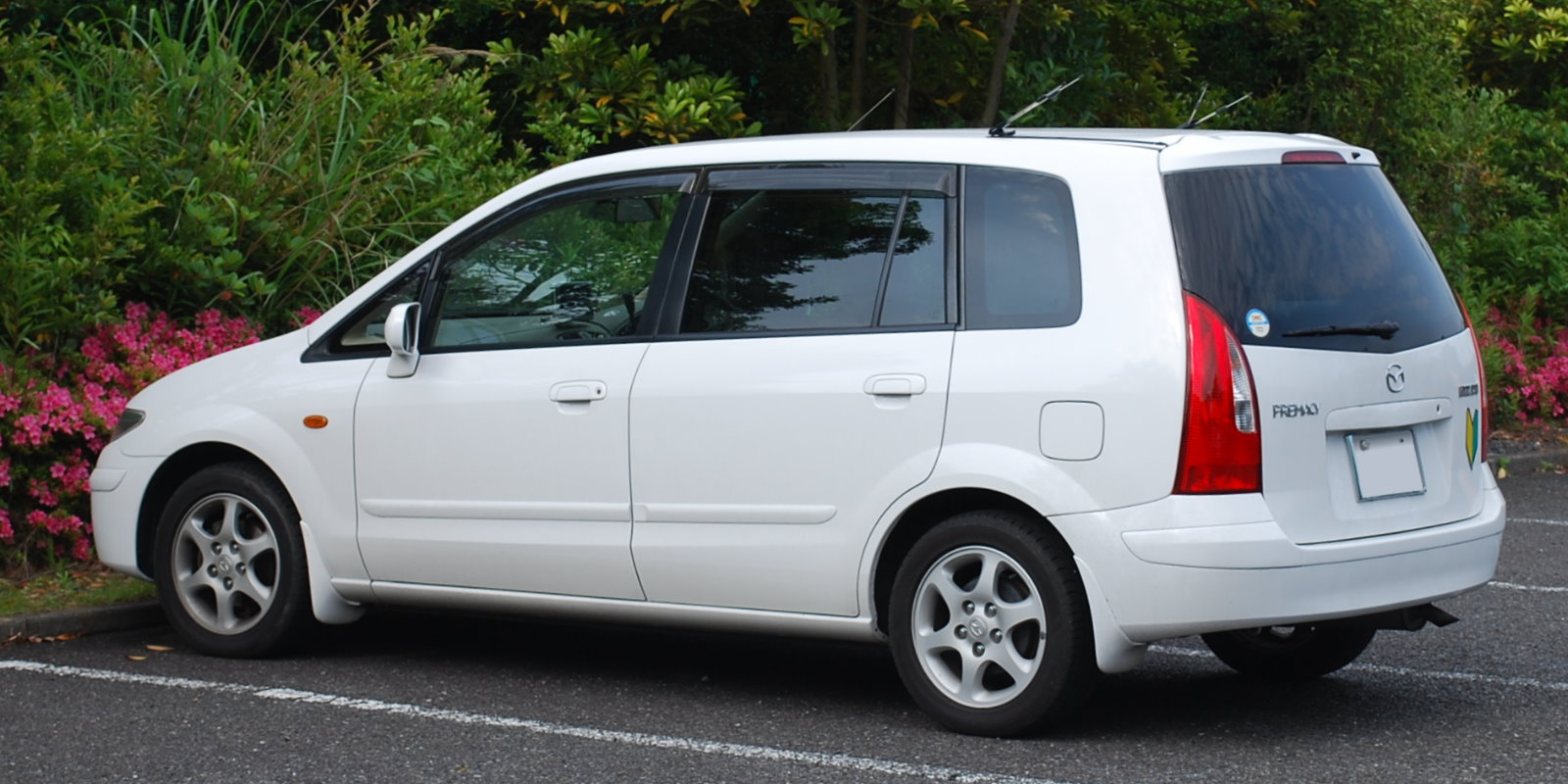
中期型（2000年9月-2001年7月）リア
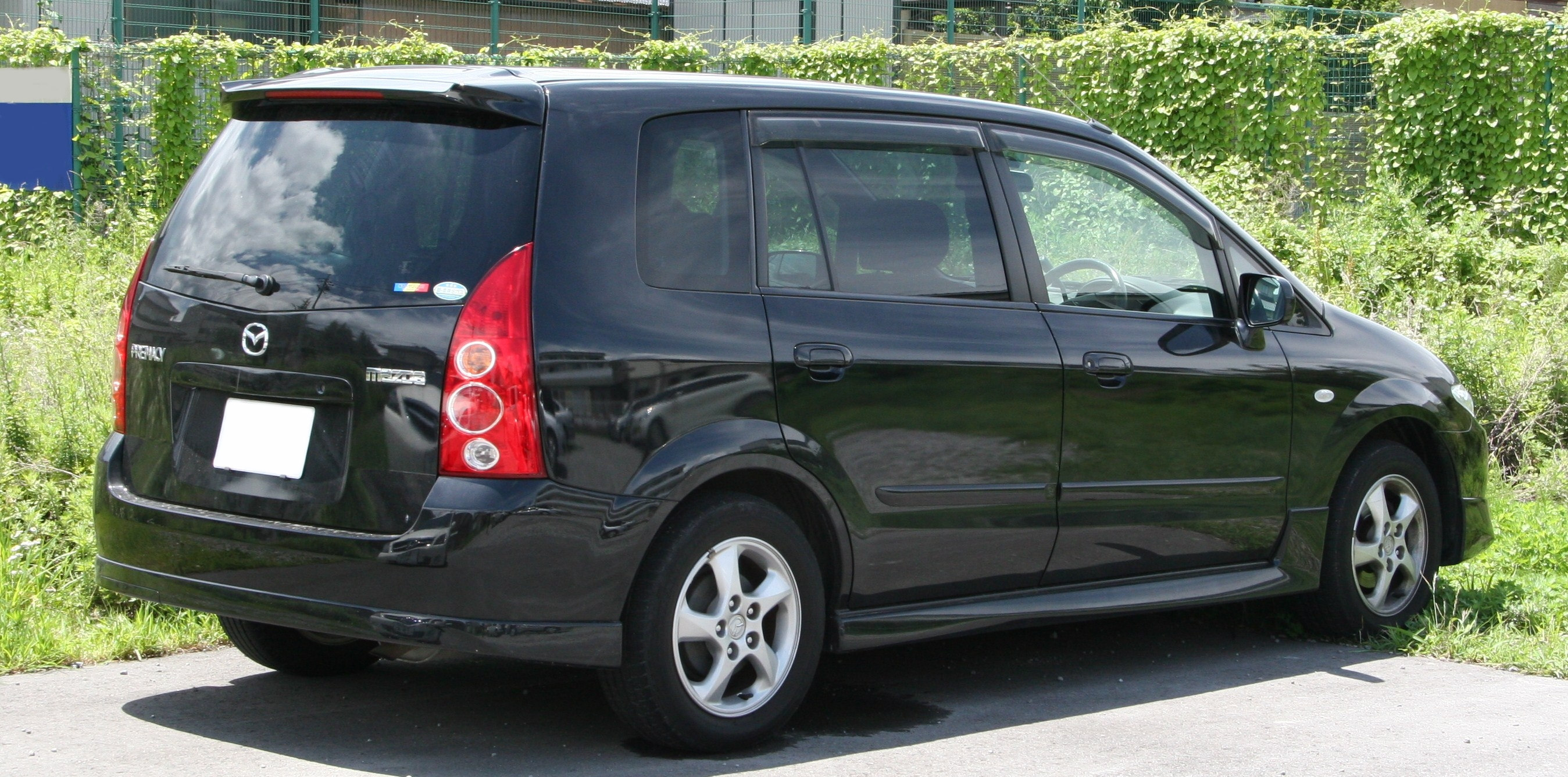
後期型リア

### 年表
- 1999年
  - 3月9日 - ジュネーブ・モーターショーで初公開[1]。
  - 4月26日 - 発表・発売開始[2]。
- 2000年
  - 5月22日 - 特別限定車「ブリーザ」を発売（限定1,600台）[3]。

「スポーツパッケージ」2WD車をベースに、エアロパーツ、16インチタイヤ&アルミホイール、ホワイトメーターパネル、運転席大型アームレストを装備しつつ、一部装備を非装着にした事でお買い得価格に設定した
  - 9月5日 - 一部改良[4]。

標準車以外の全グレードに運転席大型アームレストとカラープロテクションモールを追加。また、「スポーツパッケージ」には特別限定車「ブリーザ」に装備されていたエアロパーツ、16インチタイヤ&アルミホイール、ホワイトメーターパネルを追加し、スポーティさを向上。また、ベージュの内装と木目調パネル、15インチタイヤ&アルミホイール（4WD車は14インチタイヤ）、フロントフォグランプを装備した上級グレード「Lパッケージ」を追加した。
  - 9月27日 - 特別限定車「＠NAVI（アットナビ）」を発売（限定2,000台）[5]。

「Lパッケージ」2WD車をベースに、マツダテレマティックス対応DVDカーナビや光輝タイプのアルミホイール、ホワイトメーターパネル、6スピーカー等を装備し、寒冷地仕様とした。
  - 12月19日 - 特別限定車「アストラル」シリーズを発売[6]。

「Gパッケージ」2WD車をベースに基本機能を充実させた「アストラル」、「Lパッケージ」2WD車をベースにブライトアルミホイールやブライトドアミラーなどを装備し内外装の質感を高めたエレガント仕様「アストラルエレガント」、「スポーツパッケージ」2WD車をベースに撥水フロントガラス&ドアミラー等を追加装備した若々しいスポーティ仕様の「アストラルスポーティ」の3種類。これら3仕様とも同一価格に設定した（限定5,350台）。
- 2001年
  - 1月18日 - 3列目シートを外して車椅子ごと乗車できる超低床車椅子送迎車「プレマシーi（アイ）」を発売[7]。
  - 7月4日 - マイナーチェンジ[8]。

新たに2.0L DOHCエンジンを搭載した新グレード「SPORT（スポルト）」を追加。既存グレードは外観や内装を変更、ボディ剛性の向上、換気に便利なクイックリフレッシュ機能付運転席パワーウィンドウやISO-FIX対応チャイルドシート固定機構（「C」を除く）の追加など、安全性や快適性が向上した。
グレード体系も見直され、標準車は「C」となり、2WD車のみの設定に、「Gパッケージ」と「Lパッケージ」は「G」と「L」に改名。「スポーツパッケージ」は新グレード「SPORT」の設定に伴い廃止された。
  - 10月15日 - 限定車「フィールドブレイク」を発売（限定2,000台）。

「1.8G（5人乗り）」をベースに、SUVテイストの専用外装とディスチャージヘッドランプ、大型フォグランプ、リアフォグランプ等を装備した[9]。
  - 12月20日 - 「G」をベースに、「SPORT」で好評のエアロパーツや16インチアルミホイール、専用シート地を装備。さらに、エンジンを2.0Lに大型化し動力性能を向上しながらも、ベース車からの上乗せ分を小さい価格に設定した限定車「G-スポーツ」を発売（限定1,800台）[10]。
- 2002年
  - 6月24日 - 2度目のマイナーチェンジ[11]。

3列目シートをフラット格納式に変更し機能性を向上。1.8L車の燃費性能向上。また、2.0L車の「SPORT」はディスチャージヘッドランプや本革巻3本スポークステアリング、17インチアルミホイールを追加やサスペンションのチューニングでスポーティな走りをもたせた。また、木目調パネルと明るめの内装をもたせた上質グレード「L」に2.0L車を追加（同時に「L」の1.8L・2WD車は廃止）。「1.8 Gスポーツパッケージ」は「2.0 SPORT」と同一の装備が追加され、よりスポーティーになった。また、「SPORT」専用ボディカラーの「スターリーブルー」を「1.8 C」を除く全グレードへ、「クラシックレッド」の全グレードへの拡大設定などボディカラーや内装色のバリエーションを増やした。なお、5人乗り（2列）仕様は「C」のみとなった。
  - 11月7日 - 特別限定車「1.8 SPORT-G」、「2.0 SPORT-S」を発売（限定4,000台、2003年3月末までの期間限定）[12]。「1.8 G」と「2.0 SPORT」をベースに、ディスチャージヘッドランプ、エアロパーツ等を採用した。
- 2003年
  - 5月 - 仕様変更。1.8L・2WD車が「超-低排出ガス認定（☆☆☆）」を取得。
  - 7月15日 -「2.0 SPORT」をベースにCDデッキの装備と一部装備の省略化で15万円引き下げた「2.0 SPORT-f」、 「1.8 G」をベースにCDデッキとエアロパーツ、ブラック内装、ホワイトメーターなどを装備しながらも価格を据え置いた「1.8 SPORT-f」、5人乗りの「1.8 C」をベースに、オートエアコン、CDデッキ、撥水ドアミラー&ドアガラスなどを装備し、機能を充実させながらも価格を据え置いた「1.8 G-f」の3つの限定車を発売（限定2,700台）[13]。
- 2004年4月 - 仕様変更。
- 2005年
  - 1月[14] - 生産終了。在庫対応分のみの販売となる。
  - 2月 - 2代目と入れ替わる形で販売終了。

## 2代目（2005年-2010年）CREW/CR3W型
コンセプトは「6+One」。アクセラのプラットフォームを流用し全幅が広くなり従来の5ナンバーサイズからアクセラと同じように2代目からは3ナンバーサイズになった。
搭載されるエンジンは従来から大型化され、2.0Lと2.3LのMZRエンジン（ガソリンエンジン）とし、トランスミッションはスポーツモード内蔵インパネシフト4速AT、パーキングブレーキはMPVと同じレバー式となった。ヨーロッパ仕様車はMTやディーゼルエンジンもラインナップされる。環境性能が向上され、全車「平成17年基準排出ガス75%低減レベル（☆☆☆☆）」認定を取得すると共に、2.0Lの2WD車は「平成22年度燃費基準+5%」を達成した。
後席ドアには両側スライドドアが採用される。2列目の中央座席は収納が可能となっている。ラインナップは「20F」、「20C」、「20S」、「20Z」、「23S」の5グレード構成。

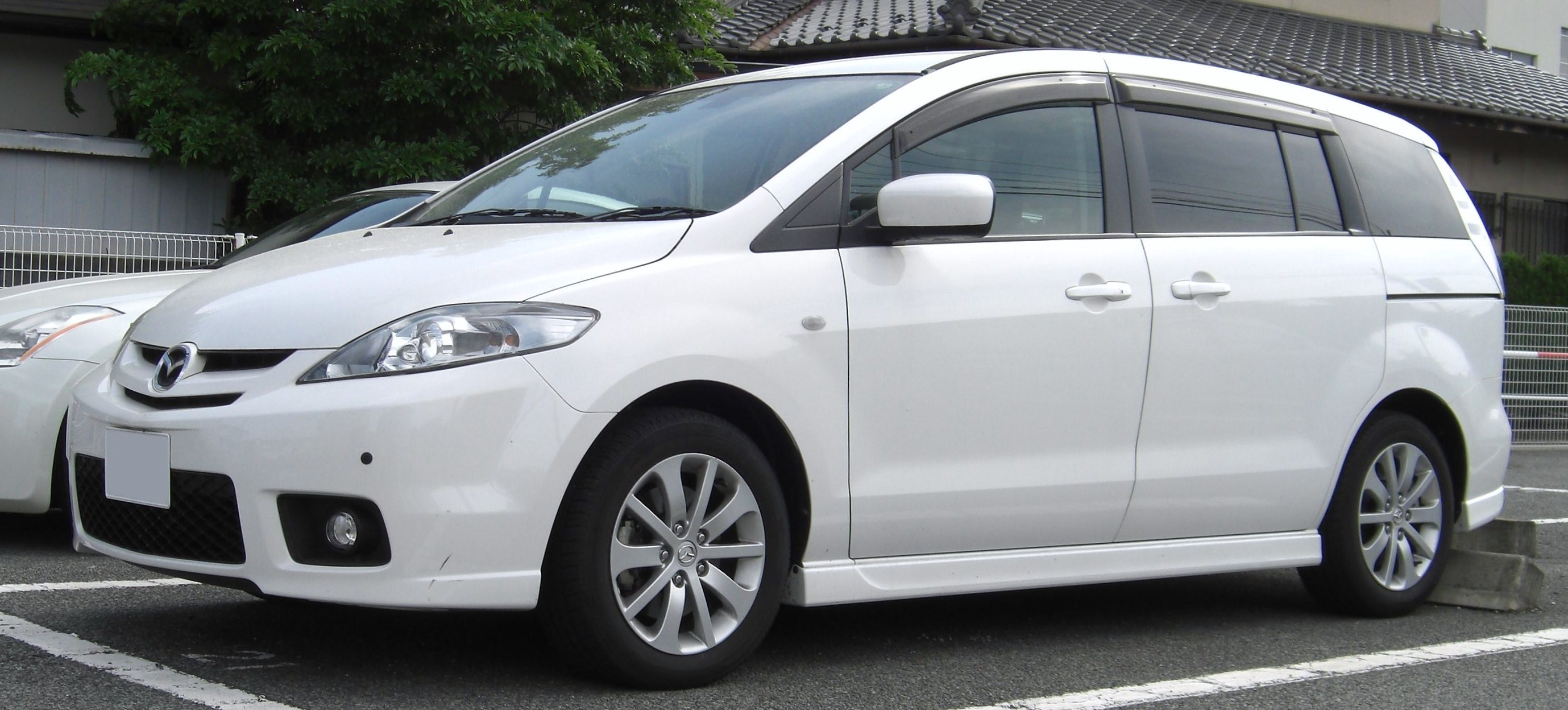
前期型
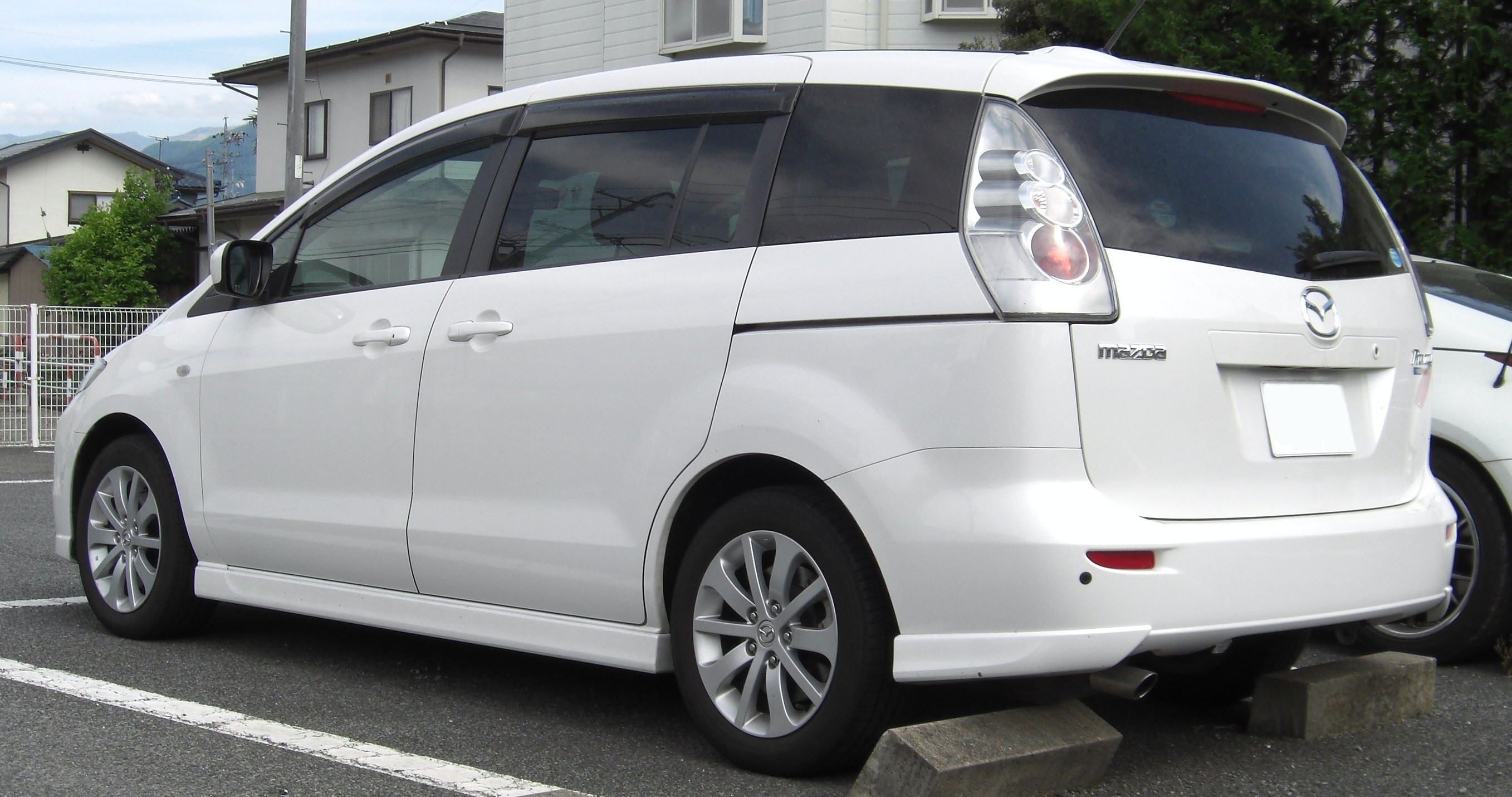
前期型 リア
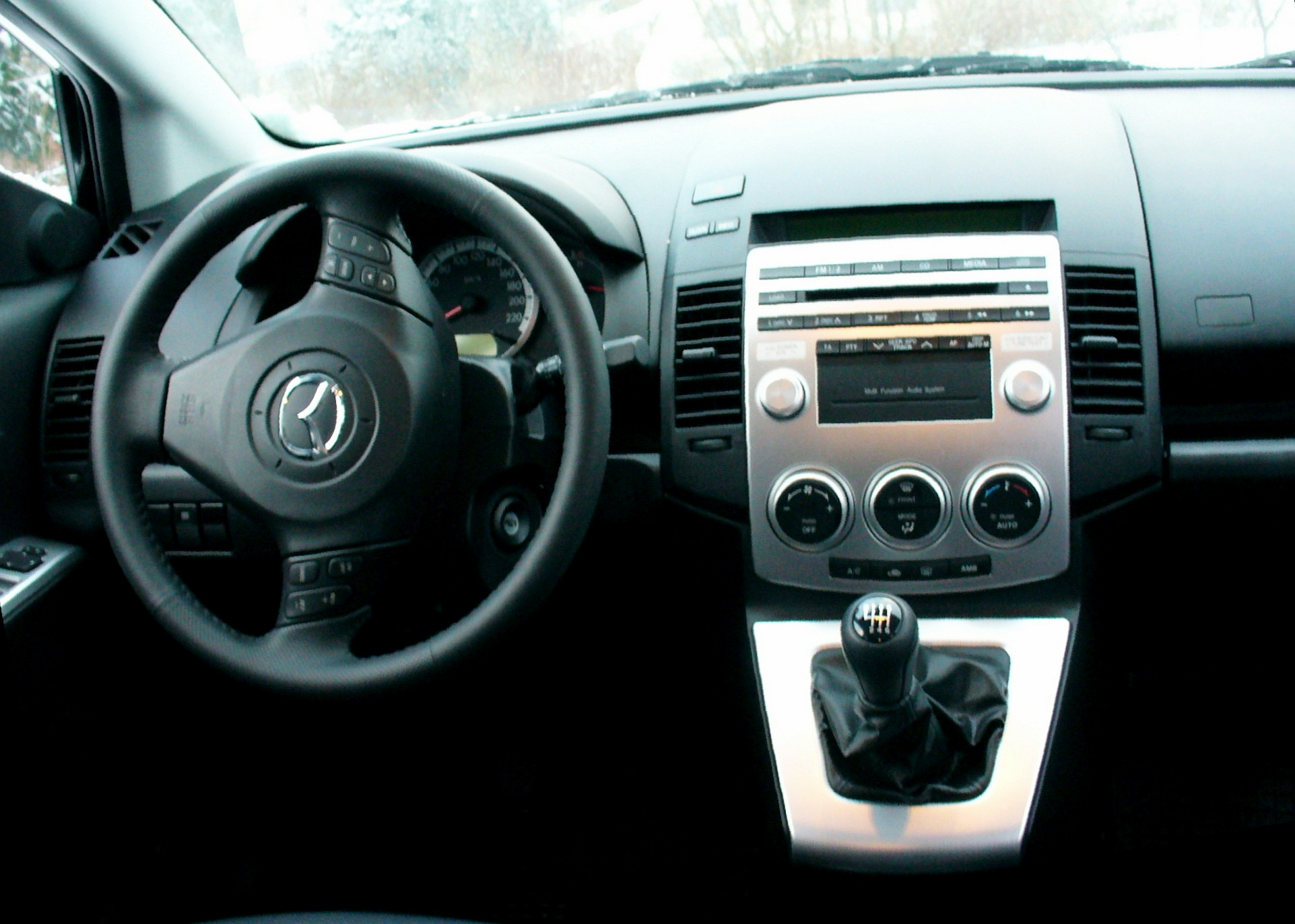
車内（欧州仕様MT車）
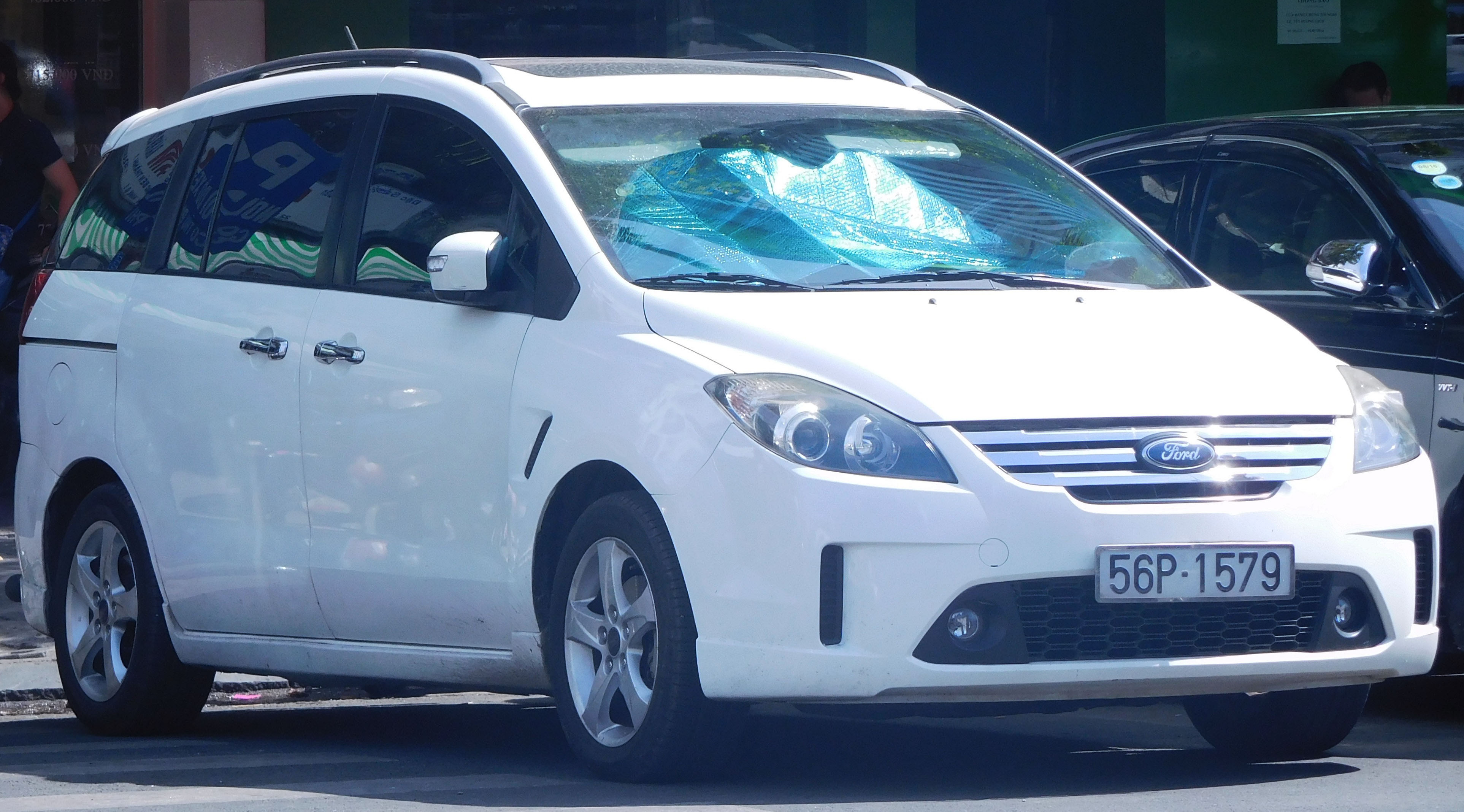
福特六和 i-MAX フロント
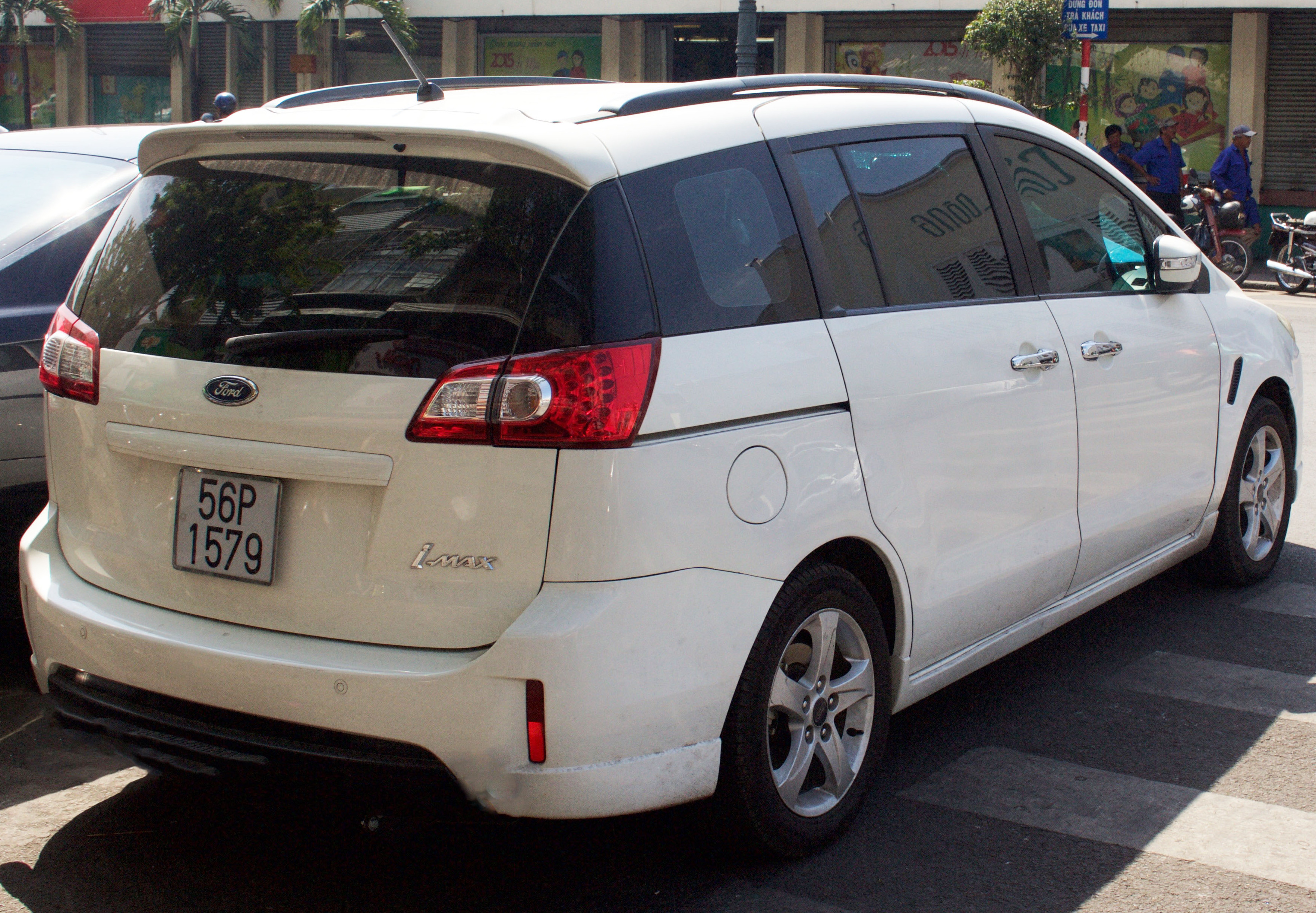
福特六和 i-MAX リヤ

### 年表
- 2004年
  - 3月2日 - ジュネーヴ・モーターショーで「MX-FLEXA（エムエックス-フレクサ）」の名で公開された[16]。
  - 11月2日 - 東京モーターショーに出品[17]。
  - 12月21日 - マツダ宇品第2工場（広島市南区）にて第1号車がラインオフ[18]。
- 2005年
  - 2月7日 - フルモデルチェンジ[19]。
  - 6月13日 - 「20C」をベースとした特別仕様車「20C Limited」を発売。「20S/23S」で好評のスポーティ外装を採用し、専用色の「カーディナルレッドマイカ」を設定した。また、追加費用なしで2DINオーディオ対応パネルを装備したオーディオレス仕様に設定できるほか、電動両側スライドドアとアドバンスドキーレスエントリー&スタートシステムのセットオプション、ボイスコントロールDVDナビゲーションシステム+6スピーカーのセットオプションを設定した[20]。
  - 8月1日 - 4WD車を追加（2.0L車のみ）[21]。アクティブ・トルク・コントロール・カップリング4WDシステムを採用し、雪道でも安心な操作安定性を実現した。また、フロントワイパーデアイザー（氷結防止機構）とヒーテッドドアミラーを追加装備した。なお、同年6月に発売された「20C Limited」にも4WD車を追加した。
  - 12月22日 - 「20C」をベースに、スポーティグリル一体型フロントエアロバンパーを追加し、オーディオレス仕様に設計した新グレード「20CS」を追加[22]。
- 2006年
  - 1月26日 - 特別仕様車「ブライトスタイリッシュ」を発売[23]。

「20S」をベースにメッキパーツを多用したフロントエアロバンパー・グリルやリアエアダムスカート等を採用しスポーティ感を向上した
この特別仕様車は「東京オートサロン2005」に参考出品した「ブライトスタイリッシュコンセプト」を市販化したもので、発売に先駆け2006年の東京オートサロンに出品された。
  - 4月24日 - 国土交通省と自動車事故対策機構が実施した2005年度自動車アセスメントの結果、衝突安全性能総合評価で最高ランクとなる6スターを運転席・助手席の両席について獲得。さらに、欧州で実施されている自動車衝突安全テスト・ユーロNCAPでも、成人乗員保護性能で最高ランクの5スターを獲得しており、ミニバンとしては初の日本と欧州での最高ランク獲得となった[24]。
- 2007年
  - 1月30日 - 一部改良[25]。

2.0L・2WD車にガソリン直噴エンジン「DISI」+5速AT車を新設定。また、「20S」の2WD・DISI+5速AT車をベースに、ガンメタ塗装17インチアルミホイール、フロントフォグランプ、ステアリングシフトスイッチなどスポーティーな装備を加えた新グレード「20Z」を追加。既存グレードにもボディカラーの追加や装備の一部が変更された。なお、本改良にて「20C」は廃止された。
  - 9月7日 - マイナーチェンジ[26]。

ボンネットとバンパーをワンラインのシルエットでつなげたフロントデザインに変更。インパネはデザインやレイアウトを変更し、ホワイトイルミネーションで視認性を向上させたブラックアウトメーターを装備。エンジンはS-VT（シーケンシャルバルブタイミング）の採用を拡大し、パフォーマンスを向上したほか、5速AT仕様を2WD車全車に拡大し、加速性能も高めた。また、4WD車も「平成17年基準排出ガス75%低減レベル（☆☆☆☆）」認定を取得した。メーカーオプションにはG-BOOK ALPHA対応HDDナビや駐車支援システムなどが追加された。
- 2009年
  - 7月3日 - 一部改良[27]。

「20Z」はダークグレー塗装の17インチアルミホイールと新デザインの布地を採用した専用シート・ドアトリム素材を採用し、専用色として「ダークプラムマイカ」を設定。また、ピアノブラック調のセンターパネルを採用すると共に、「20F」を除く全てのグレードで燃費計付トリップコンピュータを装備し、オーディオレス用サイド&バックカメラをオプション設定した。ボディカラーは新色に「アルミニウムメタリック」と「ラディアントエボニーマイカ」を追加。
グレード体系を整理し、2.3L車を廃止、2.0L・2WD車は燃費性能が高い直噴ガソリンエンジン（DISI）仕様に統一され、2.0Lの2WD車は「平成22年度燃費基準+15%」を達成した。また、20Fと20CSの2WD車は装備の見直しにより、車両本体価格を引き下げた。
今次改良により、全車共通で全長が4,565mmに変更された。
  - 12月15日 - 「20CS」ベースの特別仕様車「20CS Smart Edition」を発売。上級グレードに装備されているメッキのインナードアハンドルとシルバーのフロントパワーウィンドウスイッチパネルを特別装備しつつ、ベース車よりも87,000円引き下げた[28]。
- 2010年
  - 6月 - 生産終了[29]。在庫対応分のみの販売となる。
  - 7月 - 3代目と入れ替わって販売終了。

### ハイドロジェンREハイブリッド

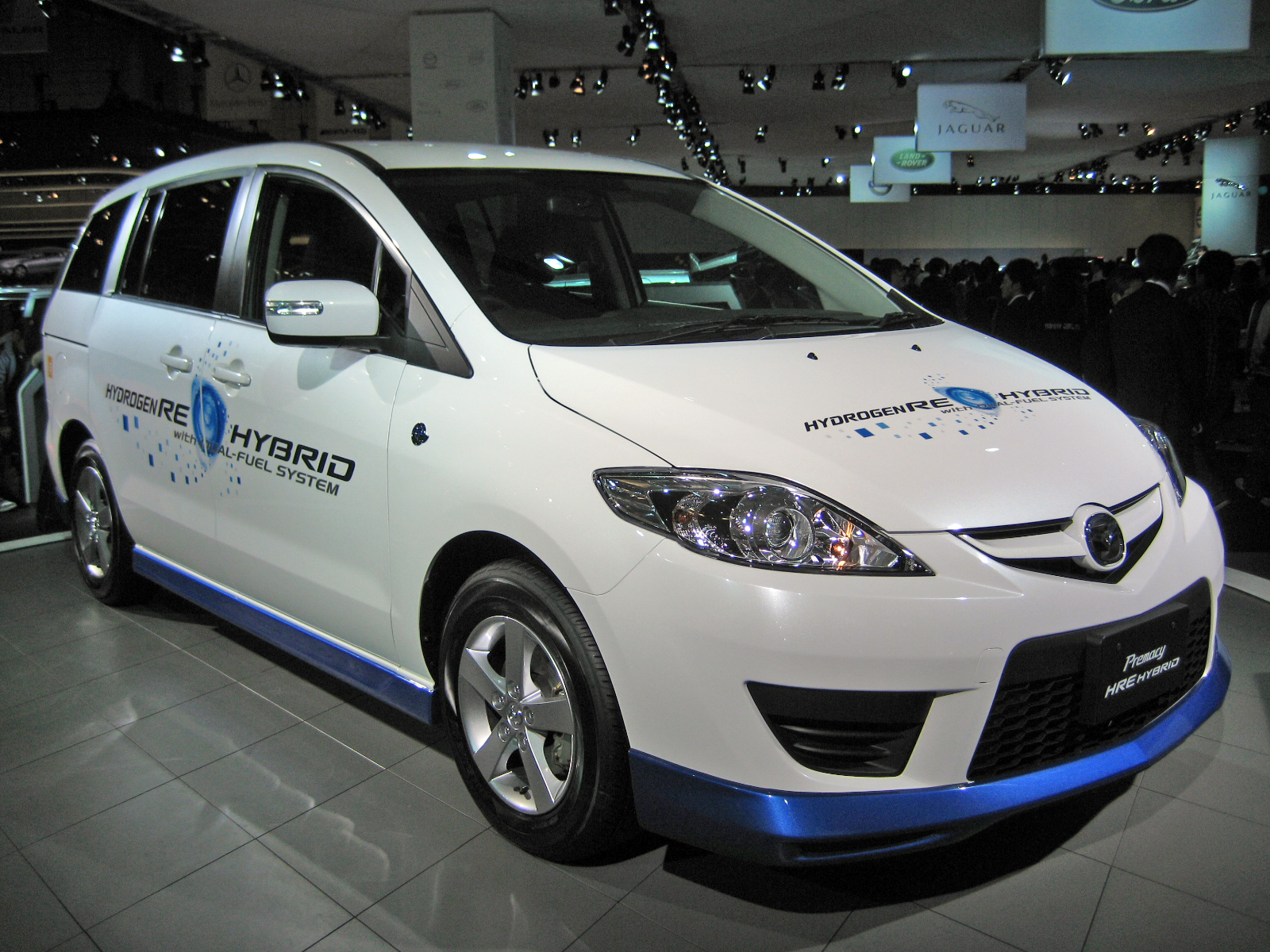
プレマシーハイドロジェンREハイブリッド

RX-8同様水素ロータリーエンジンを搭載。本エンジンは、マツダ史上初となる横置きのロータリーエンジンである。エンジンは発電機に徹し、実際の動力源はモーターが担うシリーズ式ハイブリッド機構を採用。また、仕様燃料をガソリンに切り替えることもできた。最高出力は110kW。3列目の座席があった部分に水素タンクを設置しているため乗車定員は5人。
2009年3月5日に国土交通大臣の認定を取得し、3月25日に完成車メーカーとしては世界で初めてリース販売を開始。第一号車は同年5月26日に岩谷産業に納車された。

## 3代目（2010年-2018年）CWEFW/CWFFW/CWEAW型
モーターショー等でのコンセプトカーに採用された「NAGARE（流れ）」造形を量産車では初めて本格採用。躍動感とエレガントな雰囲気を兼ね備えるデザインとなった。Cd値0.30の優れた空力性能があり、高速走行時での燃費性能や静寂性を向上した。
「20S」と「20E」の2WD車にはアイドリングストップ機構「i-stop」を搭載し、燃費を向上。安全性能も強化されており、ブレーキオーバーライドシステムを全車標準装備するとともに「20S」と「20E」の2WD車にはDSC（横滑り防止装置）も装備された。シートの肉厚さを向上させ、乗り心地の向上を図った。ただし、アクセサリーのナビゲーションに関しては3代目では廃止となり、ショップオプション（アルパイン、パイオニア等）のみの対応となった。
日本国内でのマツダ車（ボンゴ・タイタンを除く）は従来、バックドアの左側に「MAZDA」ロゴのエンブレム、右側に車名ロゴのエンブレムが装着されていたが、3代目プレマシーに関しては「MAZDA」ロゴのエンブレムがなくなり、2代目までは右側にあった「PREMACY」ロゴのエンブレムが左側に変更されている。なお、フロントガラスとサイドドアのガラス（計9枚）は先代からの流用である。

### 年表
- 2010年
  - 3月2日 - ジュネーブショー2010にて3代目の「マツダ5」を世界初披露[33]。
  - 5月13日 - 広島本社地区宇品第2工場で生産を開始し、販売店を通じた予約受注を開始。同時に日本国内での発売日が正式発表された[34]。
  - 7月1日 - フルモデルチェンジ[35][36]。
  - 8月5日 - 4WD車を追加発売[37]。

エンジンは2.0L・LF-VE型を搭載。4WD機構は路面状態に応じて前後輪の駆動力配分をその都度自動変更することで優れた走行性能を発揮。4WD切替スイッチを備えており、前輪駆動と四輪駆動を選択可能。また、ヒーテッド・ドアミラーを装備した。
  - 12月15日 - 廉価グレードの「20CS」をベースとした特別仕様車「20CS Aero Style」及び「20CS Aero Style Touring Selection」を発売。

「Aero Style」は、ベース車に195/65R15 91Hタイヤ&15インチアルミホイール、サイドアンダースポイラー、リアルーフスポイラーを装備しつつ、求めやすい価格設定とした。「Aero Style Touring Selection」は、「Aero Style」の特別装備に加え、ディスチャージヘッドランプ、オートライトシステム、レインセンサーワイパー（フロント）、助手席側電動スライドドアとスライドドアイージークロージャーといった実用性の高い装備品や、シルバーベゼルのステアリング（本革巻）及びシフトノブ（本革巻）を装備した。なお、「20CS Aero Style Touring Selection」ではアドバンストキーレスエントリー（アンサーバック機構付・リアゲート連動）&スタートシステム&アドバンストキー×2&イモビライザーがメーカーオプションとして用意される[38]。
- 2011年
  - 6月15日 - 日産自動車へラフェスタ ハイウェイスターとしてOEM供給を開始[39]。

上記に先駆け、同年1月28日、マツダ・日産の共同プレスリリースで、5月より日産自動車に日本市場向けにOEM供給する予定であると発表[40]。2011年4月21日の日産のプレスリリースで、日産版の車名発表および6月からの発売予定が明らかになった[41]。
マツダでは本形式をコンパクトミニバンと位置づけているのに対し、日産では下位にコンパクトステーションワゴンに当たるウイングロードがあるため、ワゴンに類似する「ラフェスタ ハイウェイスター」がミドルサイズミニバンに位置づけられるという現象が起きている（逆にラフェスタハイウェイスター相当のエアログレードは3代目プレマシーには設定されない）。
  - 11月29日 - 「i-Stop」を標準装備した「20S」の2WD車をベースとした特別仕様車「20S Prestige Style（プレステージスタイル）」を発売。

ベース車にピアノブラック&シルバー仕様のインストルメントセンターパネル、ブラック+テラコッタパイピング&ダークグレーステッチ仕様のハーフレザーシート、高輝度塗装の17インチアルミホイール、ブリリアントブラックのグリルガーニッシュ、LEDドアミラーウインカー、クロームメッキのアウタードアハンドル、マフラーカッターを装備し、上質且つスポーティーな内外装とした。ボディカラーは専用色の「ラディアントエボニーマイカ」を含む4色を設定[42]。
- 2012年4月3日 - 一部改良[43]。

「20E」・「20S」の2WD車にサイド&カーテンエアバッグを新たに標準装備。「20E」の2WD車にはさらに本革巻ステアリング&シフトノブも標準装備。特別仕様車の「20S プレステージスタイル」にもサイド&カーテンエアバッグを新たに標準装備すると同時に「20S プレステージスタイルII」に改名。特別仕様車「20CS エアロスタイル」は「20CS エアロ」に改名し、カタロググレードに昇格した。
- 2013年
  - 1月24日 - マイナーチェンジ[44]。

2WDの「i-stop」搭載車において、新世代技術「SKYACTIV TECHNOLOGY」を同社製ミニバンで初めて導入。エンジンは前期型のLF-VDS型から2代目・後期型アクセラに採用されている「SKYACTIV-G 2.0（PE-VPS型）」に、トランスミッションも5速ATから6速AT「SKYACTIV-DRIVE（スカイアクティブ ドライブ）」にそれぞれ置換。さらに、新開発の15インチタイヤを採用したことで燃費を向上し、「20C-SKYACTIV」と「20S-SKYACTIV」は「平成27年度燃費基準+10%」を達成した。併せて、「SKYACTIV」搭載車では「インテリジェント・ドライブ・マスター」と「マルチインフォメーションディスプレイ」を備えた専用メーターも採用している（「SKYACTIV」搭載車は車両型式がCWFFW型となる）。
シート表皮や本革巻シフトノブの形状を変更。ラゲッジルーム床下のアンダートランクの深さを200mmに変更したことで容量を拡大し、シートバックポケットを運転席にも標準装備。さらに、「20S-SKYACTIV」にはピアノブラックとシルバーで加飾したオーディオパネルを採用し[補足 4]、自動防眩ルームミラー、クルーズコントロール、ステアリングシフトスイッチ、6スピーカーをひとまとめにしたセットオプション「クルージングパッケージ」を新たに設定。「20CS」を除く全グレードには助手席側電動スライドドアも標準装備した。ボディカラーの変更も行われ、カッパーレッドマイカ、ブリリアントブラック、メトロポリタングレーマイカと入れ替えで、ジールレッドマイカ、ジェットブラックマイカ、メテオグレーマイカの3色を追加。さらに、特別仕様車「20S プレステージスタイルII」の専用色だった「ラディアントエボニーマイカ」が全グレードで設定できるようになった。
グレード体系も一部変更され、「20CSエアロ」・「20E」を廃止する代わりに、「20C-SKYACTIV」・「20C（4WD車）」を追加。さらに、ピアノブラックとシルバーで加飾したエアコンパネルを採用し、高輝度塗装の17インチアルミホイールと両側電動スライドドアを標準装備した「20S-SKYACTIV Lパッケージ」を新設した。
  - 12月26日 - 「20S-SKYACTIV」をベースとした特別仕様車「20S-SKYACTIV CELEBLE（セレーブル）[補足 5]」を発売。

ベース車に対し、LEDドアミラーウィンカー付ワンタッチ電動格納式リモコン式カラードドアミラーはシルバーの高輝度塗装、グリルガーニッシュはブリリアントブラック、アウタードアハンドルはクロームメッキ、シートはサンドベージュ&ブラック（ステッチ付）、ステアリングベゼル・オーディオパネル・エアコンスイッチパネルはグロッシーダークグレー（オーディオパネルはシルバーとのコンビ仕様）をそれぞれ採用。マフラーカッターと高輝度塗装17インチアルミホイールを装備した。ボディカラーはインテリアカラーとの調和を重視し、新色で本仕様車専用色の「ディープクリスタルブルーマイカ（3代目アクセラ採用色）」を含む4色を設定した。
既存グレードも一部改良され、ボディカラーは「20CS」を除く全グレードに設定されていた「クリアウォーターブルーメタリック」、「ストーミーブルーマイカ」を廃止する替わりに、「チタニウムフラッシュマイカ」を追加。4WD車の「20S」には前述の「20S-SKYACTIV CELEBLE」の特別装備内容のうち、シートカラーとグロッシーダークグレーのインテリアパーツをひとまとめにした「セレーブルインテリア」をメーカーオプションとして設定し、本オプション設定時には専用色として「ディープクリスタルブルーマイカ」を設定できるようにした（本オプション設定時、ボディカラーは前述の「20S-SKYACTIV CELEBLE」と同一となる）[45]。
- 2014年8月 - 4WD車（「20C」・「20S」）の仕様を変更。新たにダイナミック・スタビリティ・コントロールシステム（DSC、横滑り防止機構）&トラクション・コントロール・システム（TCS）を標準装備した。
- 2016年7月 - 仕様変更。ボディカラーの一部入れ替えを行い、オプション設定の白系「クリスタルホワイトパールマイカ」を「スノーフレイクホワイトパールマイカ」に変更。また、2WDの廉価グレード「20CS」を廃止した。
- 2018年
  - 2月 - ミニバン市場からの撤退に伴い生産終了。一部グレード・仕様の購入ができなくなる。プレマシーの生産終了により、マツダでは本車を最後にミニバン市場から完全撤退することとなった。
  - 3月23日 - 販売終了に伴い、ホームページへの掲載を終了。19年の歴史に幕を閉じた。今後は既存の3列シートクロスオーバーSUVであるCX-8が間接的な受け皿となる。

## 車名の由来
英語で「至上」、「至高」を意味する「SUPREMACY」を語源とする。
ちなみに、OEM車である日産・ラフェスタハイウェイスターでは、同義のスペイン語から由来した「スプレモ」（SUPREMO）というグレード名が存在する。